# Opium
Pour les articles homonymes, voir Opium (homonymie).

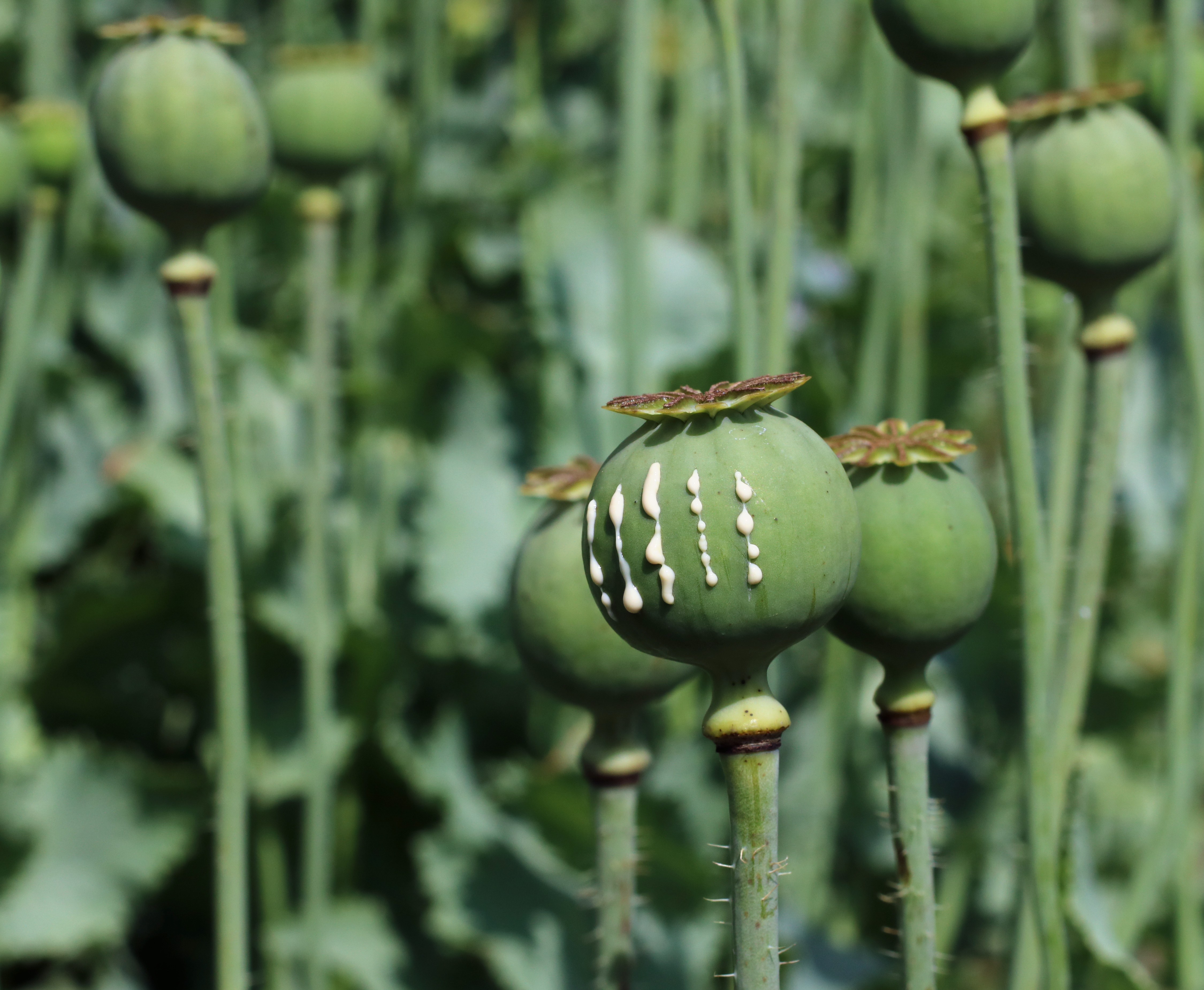
De l'opium s'écoule d'incisions sur une capsule de pavot.

Les principales zones de production d'opium.

L'opium est le latex qu'exsude le pavot somnifère. On le récolte en le laissant couler le long d'incisions faites sur les capsules des fruits de la plante au petit matin, après la chute des pétales. Il contient une grande concentration d'alcaloïdes comme la morphine ou la codéine, dont elles sont extraites. Il en résulte, après préparation, un produit hautement psychotrope. L'opium induit notamment une euphorie, une somnolence et un état hypnotique et onirique que de nombreux écrivains, penseurs et artistes ont recherché, comme Charles Baudelaire, Jean Cocteau ou Antonin Artaud.
De nombreuses substances dérivées de l'opium sont utilisées en médecine ou pour des usages dits récréatifs, ce sont les opiacés : morphine, codéine, laudanum, héroïne.

## Histoire

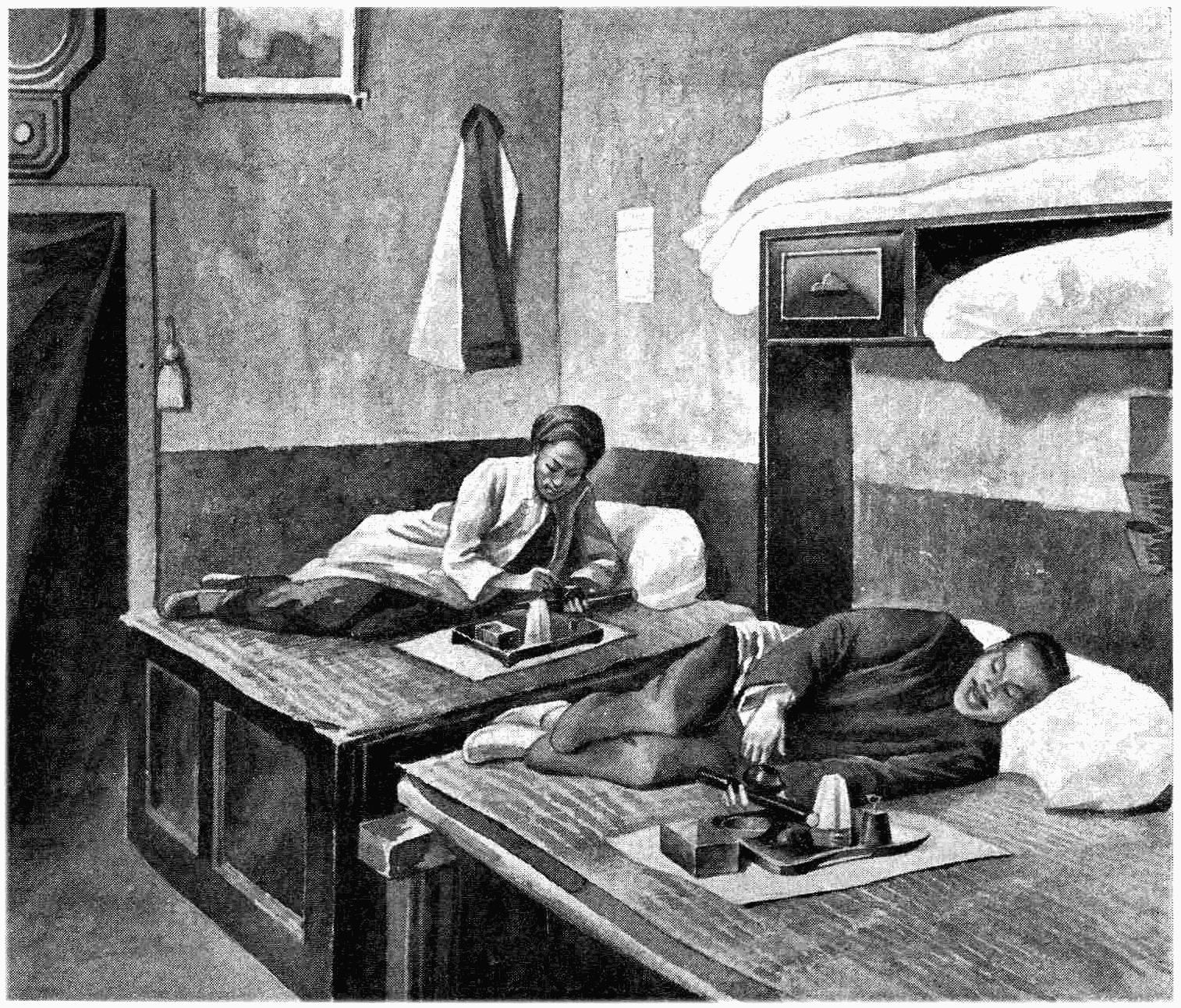
Une fumerie d'opium.

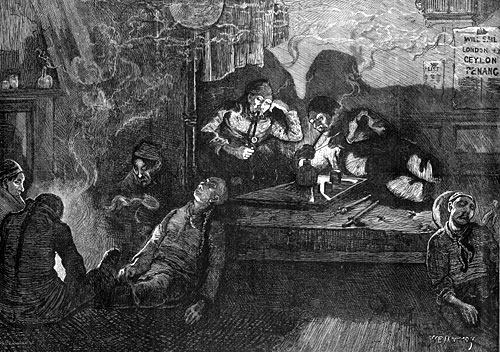
Coolies chinois fumeurs d'opium à Londres en 1874.

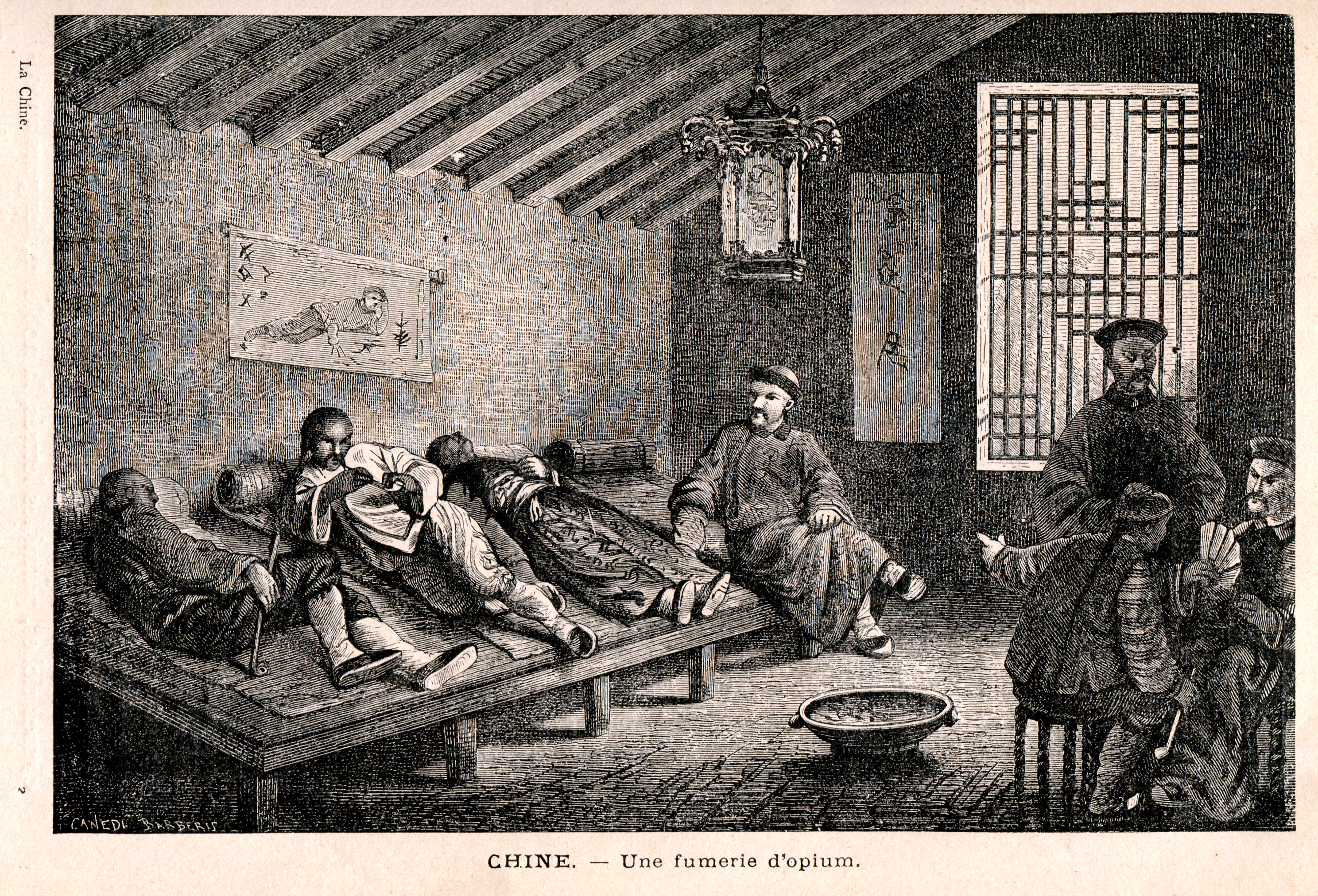
Fumerie d'opium à Pékin, en Chine, vers 1896. On fume l'opium surtout dans les tabagies, qui ont pour enseigne des feuilles de papier bruni de fumée d'opium, collées sur le mur ou sur la porte. On ne le fume que couché.

Les Sumériens connaissaient déjà les effets de l'opium, comme en témoignent des tablettes gravées datant de 3 000 ans av. J.-C., et des vestiges du néolithique suggèrent déjà des cultures de pavot somnifère à proximité des villages.
L'image de la capsule du pavot, un enthéogène, est un attribut des dieux bien avant que l'opium soit extrait de son latex laiteux. À la galerie des reliefs assyriens au Metropolitan Museum de New York, une divinité ailée d'un palais d'Assurnasirpal II à Nimroud, datée de 879 av. J.-C., porte un bouquet de capsules de pavot (néanmoins décrites par le musée comme des grenades).
L'opium a été un objet de commerce pendant des siècles pour ses effets sédatifs. Il est bien connu dans la Grèce antique sous le nom d'opion (« jus de pavot ») duquel le nom latinisé actuel est dérivé, et, déjà à l'époque, les médecins mettent en garde contre les abus potentiels.
Le pavot est introduit en Inde dès le IXe siècle par l'invasion des Arabes et des Perses islamisés, et sous le règne des Moghols (1527 à 1707), le commerce d'opium est un monopole d'État.
Son usage se poursuit au Moyen Âge et à la Renaissance via diverses préparations médicamenteuses. On utilise l'opium comme un des ingrédients d'un anesthésique. Il est également un composant du laudanum (connu comme « teinture d'opium »), une solution d'opium en alcool, à partir du XVIIIe siècle.

### L'opium et la Chine
Dès le XVIIIe siècle, la Chine fait état d'un phénomène de consommation abusive, et en 1729, l'empereur de Chine interdit — sans résultat — les importations d'opium.
Au XIXe siècle, le trafic d'opium de la Chine depuis l'Inde, particulièrement par les Britanniques, est à l'origine des guerres de l'opium. Ainsi, en 1880, l'opium assure 14 % du budget du Raj britannique.
À la suite de la première guerre de l'opium (1839-1842), les Britanniques obtiennent la concession exclusive du port de Hong Kong, entamant ainsi ce que les Chinois nomment le « siècle de la honte », et c'est à la suite de la seconde guerre de l'opium (1856-1860) que l'importation d'opium est de nouveau légalisée en Chine à la suite du traité inégal de Tianjin (1858) entre le Second Empire français, le Royaume-Uni, l'Empire russe et les États-Unis, ce qui indignera toutefois les ligues de tempérance américaines qui adoptent une politique de prohibition des drogues.

« L'opium fut d'abord à l'usage exclusif des mandarins, qui le fumaient pour se donner du ton. Ils en offraient à ceux qui leur rendaient visite, comme une curiosité, pour leur faire honneur, et ceux-ci n'osaient leur refuser. Peu à peu l'habitude se répandit dans les classes riches, parmi les lettrés, la noblesse, les gens approchant par leur position des mandarins, et parvint même, sous le nom de tabac d'honneur, à la connaissance du peuple qui le fuma d'abord par amour-propre, puis par goût. Aujourd'hui, il n'y a point un district de la Chine où il n’exerce son empire ; il a pénétré dans le palais des souverains aussi bien que dans la cabane du pauvre. Le gouvernement chinois est impuissant à remédier au mal, il a tout le monde contre lui. […] Pour se livrer à ce prétendu délice, il faut se munir de différentes choses : d'abord une petite lampe, sorte de veilleuse à l'huile ; d'une épingle de 12 à 14 centimètres de long, d'une pipe dont le tuyau, qui a trois centimètres de diamètre sur trente à trente-cinq centimètres de long, est surmonté d'une boule de porcelaine percée d'une cheminée assez large pour l'introduction d'une épingle à cheveux, et enfin d'opium à l'état aqueux, contenu la plupart du temps dans une coquille. On en prend une goutte à l'aide de l'épingle, on la chauffe légèrement à la flamme de la lampe, et lorsque cette goutte se boursoufle et va se dessécher, on la pique sur le trou du fourneau de porcelaine. On s'allonge alors la tête sur un coussin, et de la main gauche on approche la pipe de la lampe, tandis que, de la main droite tenant l'aiguille, on ramène sur le trou l'opium embrasé, dont on aspire d'un unique et long trait la fumée. »

— La Chine, missionnaires de la société de Saint-Augustin, 1896.

### Volume de production
Au début du XXe siècle, non seulement l'opium est légal, mais la Chine a développé la production sur une large échelle depuis le dernier quart du XIXe siècle. En 1906, plus de 40 000 tonnes d'opium sont produites, principalement en Chine (85 % de la production) et en Inde. En 2008, moins de 8 000 tonnes sont produites, principalement en Afghanistan, ce qui permet à l'Office des Nations unies contre les drogues et le crime de parler de « progrès ». Toutefois, en 1970, 1 066 tonnes d'opium ont été produites dans le monde. On constate donc une forte augmentation de la production d'opium ces dernières décennies, que la « guerre contre la drogue » n'a pas réussi à empêcher.

### Réglementation moderne
L'opium est réglementé par la Convention internationale de l'opium de 1912 qui est progressivement adaptée dans les réglementations nationales comme la loi de taxation des narcotiques Harrison de 1914 aux États-Unis. Un congrès de l'opium débute en Hollande, le 1er juillet 1913 à Amsterdam, sous la présidence de M. Cremer, délégué néerlandais.
La Convention internationale de l'opium est révisée par la Convention unique sur les stupéfiants de 1961.

## Pharmacologie
L'opium a des propriétés sédatives et analgésiques.
Il contient deux groupes d'alcaloïdes à l'origine de ses propriétés : des phénanthrènes (incluant la morphine, la codéine, la thébaïne) et des benzylisoquinolines (en) (incluant la papavérine) qui n'ont pas d'effet significatif sur le système nerveux central.
La morphine est de loin le principal alcaloïde présent dans l'opium, elle représente de 10 à 16 % du total. Elle rejoint et active des récepteurs µ-opioïdes dans le cerveau, la moelle épinière et le ventre.
Une consommation régulière ou excessive, même pour peu de temps, mène à une tolérance et, en cas d'usage prolongé, à une dépendance physique, présentant un syndrome de sevrage caractéristique quand le dosage est brutalement réduit ou interrompu. En thérapie, tout comme avec l'usage de la morphine, ses modalités d'arrêt sont favorisées par le rétablissement du patient et restent soumises aux protocoles d'induction et de sevrage des opiacés. Ses formes galéniques ne prévoient cependant que des formules à faible dosage dans des usages courts ne provoquant généralement aucune accoutumance (dosage antalgique à court terme, antidiarrhéique, traitement d'appoint de la goutte…). En France, bien que considéré comme un produit au potentiel de stupéfiant, il est classé sur la liste 1 des produits pharmaceutiques et peut faire l'objet d'une ordonnance de préparation magistrale. Pour des dosages forts, généralement en tant qu'analgésique, la morphine ou des molécules équivalentes lui sont préférées, notamment pour des questions de précision de dosage en fonction d'un taux variable de la composition de l'opium. La morphine est quant à elle soumise à la règle des 14 jours.

## Utilisation: opium à fumer

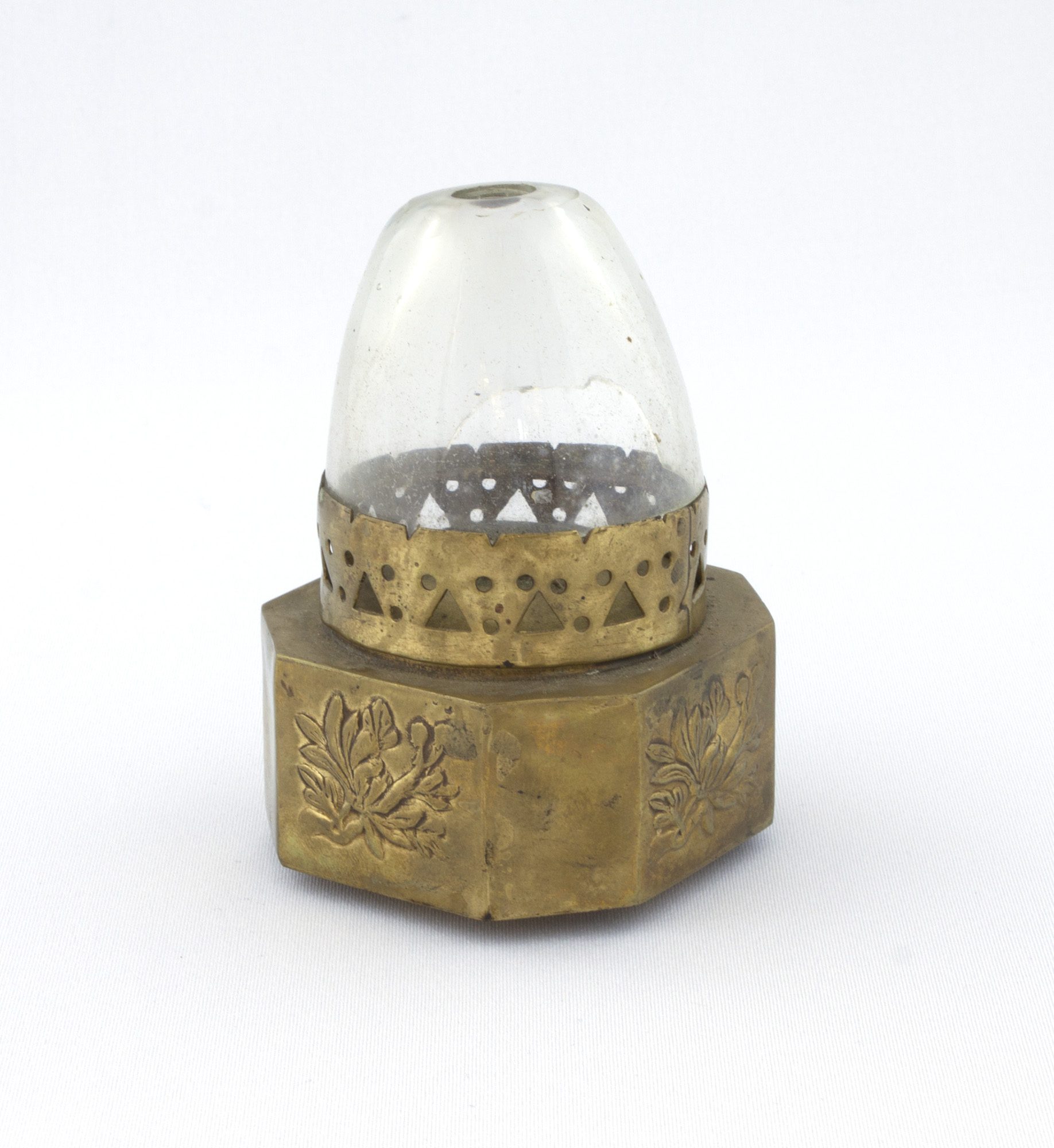
Lampe d'opium conçue pour faciliter la vaporisation et l'inhalation de l'opium. Collection de l'Université de la Colombie-Britannique.

L'opium peut être utilisé dans la forme d'élixir parégorique pour traiter la diarrhée.
Il peut être avalé ou bu en décoction mais son usage le plus courant consiste à être fumé, souvent à l'aide d'une pipe (où la boule d'opium est préchauffée en étant piquée sur une aiguille), parfois mélangé avec du tabac. L'opium est également fumé en cigarette avec du tabac (parfois du cannabis, le « joint » est alors qualifié d'« impérial »).
Les graines de pavot n'ont quant à elles aucun effet psychoactif, cela s'explique par le fait que seul le « latex » de la plante contient les alcaloïdes morphiniques. Il est donc conseillé de limiter sa consommation de graines de pavot de grande distribution, elles peuvent être enduites de ce latex à la suite d'un nettoyage non effectué ou insuffisant.
L'opium permet également la production légale de morphine et de codéine. Il permet aussi la production illégale d'héroïne et les abus de drogue viennent davantage de ses dérivés que de l'opium proprement dit.

### Effets lors de la prise
L'effet est rapide et persiste pendant 3 à 6 heures. Il est semblable, en moins intense, à la consommation d'héroïne : sensation d'extase orgasmique, état de relaxation intense, effet anxiolytique, insensibilité totale à la douleur (propriété analgésique de la morphine), difficulté de coordination des mouvements, etc. À forte dose, la consommation d'opium peut entraîner des hallucinations.

### Effets sur la santé
La consommation d'opium répétée entraîne très rapidement une forte dépendance physique et psychique, qui est caractérisée par un phénomène de tolérance qui nécessite l'augmentation progressive des doses pour continuer à obtenir les mêmes effets.
Les effets secondaires classiques des opiacés, semblables à ceux de l'héroïne, peuvent apparaître en cas de surconsommation : dépression respiratoire, constipation et forte dépendance.
À long terme apparaissent constipation et troubles de la libido et du cycle menstruel chez les femmes.
Sa consommation induit un myosis, une baisse de l'amplitude respiratoire, une hypotension et peut provoquer des nausées ou des vomissements.
Chez la femme enceinte, la consommation d'opium entraîne un syndrome de sevrage chez le nouveau-né ainsi qu'une augmentation du risque d'accouchements prématurés et de fausses couches.

### Sevrage
L'arrêt d'une consommation régulière d'opium entraîne l'apparition de symptômes très intenses et douloureux : nausées, vomissements, diarrhées, crampes musculaires, douleurs musculaires et abdominales, sueurs, frissons, sensations de chaud, de froid, sentiment de malaise et d'angoisse, insomnie importante.

## Fabrication

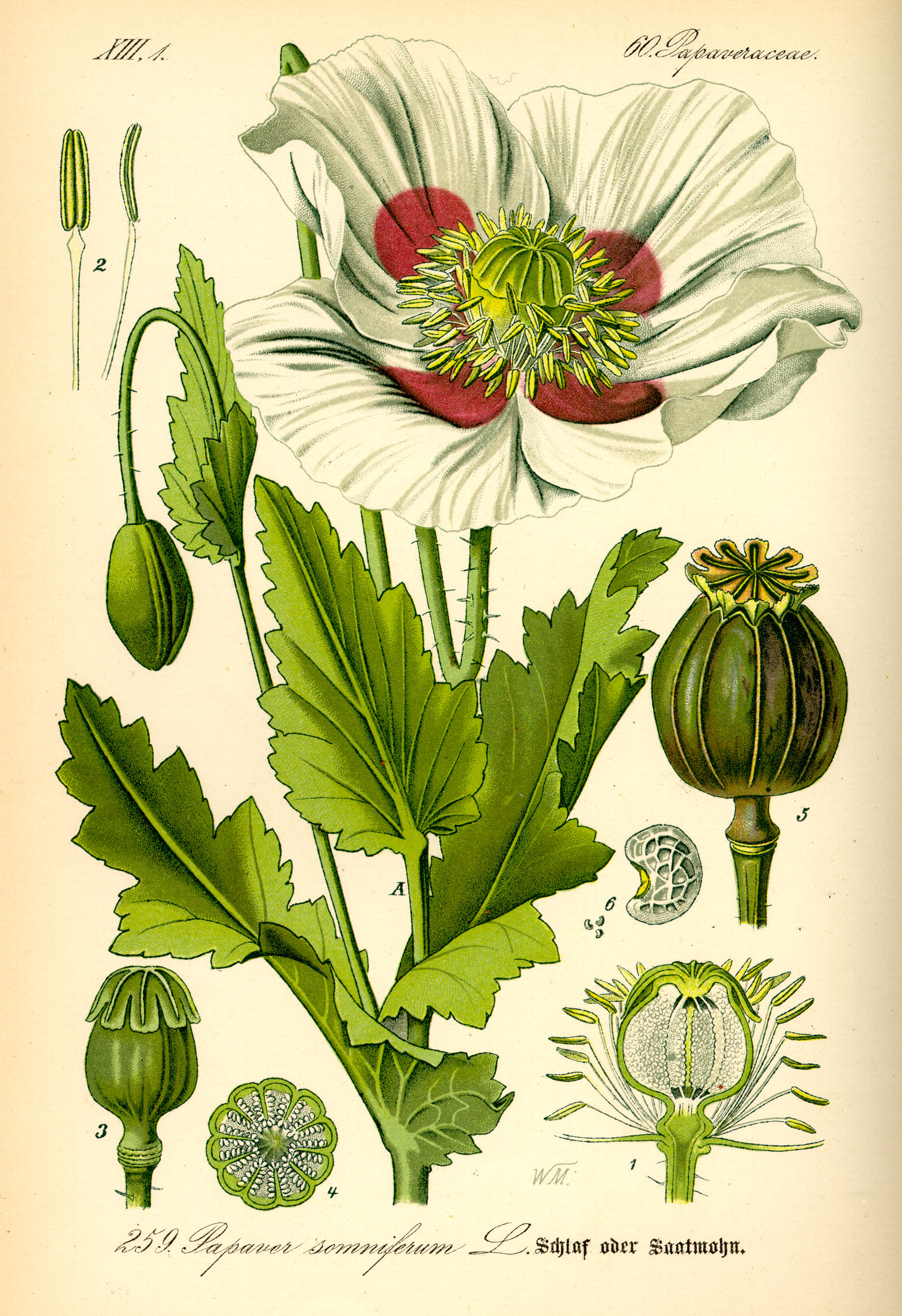
L'opium est extrait du pavot (Papaver somniferum).

L'opium s'extrait de la capsule, gonflée à son maximum mais non encore arrivée à pleine maturité, du pavot somnifère (Papaver somniferum L. ou le synonyme paeoniflorum). Pour récolter l'opium, on incise le péricarpe des capsules mûrissantes après la chute des pétales avec un couteau à une ou plusieurs lames et de formes variées selon les régions du monde. L'incision fait exsuder un latex blanc, laiteux, qui sèche en une résine brune. Enfin, pour récolter la résine séchée qui constitue l'opium brut, on racle les capsules à l'aide d'une large lame incurvée. Celle-ci doit rester humide afin que le latex ne s'y accumule pas à l'excès.
C'est de ce latex, une fois séché, que l'on extrait la morphine qui sert de base à l'héroïne. L'héroïne se présente sous la forme d'une poudre blanche ou brune.

### Le Chandoo
Le chandoo est différent de l'opium brut. Une préparation minutieuse est nécessaire avant d'obtenir une substance sirupeuse, débarrassée des produits indésirables et dont l'arôme est ainsi rehaussé[réf. à confirmer]. Durant toute la période de colonisation en Indochine française, c'est l'État, par l'intermédiaire de la Régie de l'opium (RO), qui s'était assuré le monopole de la production (la fabrique s'appelait une « bouillerie ») et de la vente de l'opium, en tirant de substantiels bénéfices qui constituaient une part importante du budget de la colonie. Le processus complexe de préparation nécessitait des ouvriers qualifiés et expérimentés.
L'opium brut, qui se présente à l'origine sous forme de boules recouvertes de feuilles de bananiers, est tout d'abord coupé et débarrassé des couches intérieures et extérieures. Ces couches seront traitées séparément avant d'être réintégrées dans la préparation principale. L'opium est dissout dans de grandes bassines remplies d'eau, filtré, puis chauffé à la vapeur d'eau jusqu'à réduction du mélange. Le contenu est brassé jusqu'à obtention d'une consistance proche de la pâte à pain en prenant soin d'éviter que le produit ne brûle, ce qui risquerait de dénaturer l'arôme final.
Une fois la consistance désirée obtenue, le produit est réparti, sur une épaisseur constante de quelques centimètres, dans une bassine métallique. La substance, à ce stade, doit être à juste température, ni trop liquide, ni trop solide. La bassine est retournée sur un feu de cendres en prenant soin d'obtenir une répartition égale de la chaleur. Une fumée abondante s'en dégage. Il s'agit ensuite de déterminer le bon moment et de retirer, grâce aux ongles ou à une spatule, une « crêpe » de 2 ou 3 mm d'épaisseur, qu'on déposera et qui sera, une fois refroidie, dure et cassante. On obtient ainsi plusieurs « crêpes » par bassine. Une partie importante des alcaloïdes et des résidus végétaux a déjà été éliminée à ce stade grâce à la filtration et à la chaleur. L'opération précédente permet également une semi-torréfaction qui rehausse les arômes.
Les crêpes sont brisées puis dissoutes dans de grandes bassines remplies d'eau où elles sont laissées à macérer trois jours. Leur légèreté, qui leur permet de flotter, leur fait céder facilement à l'eau toutes les parties solubles tandis que les gommes flottent dans le mélange. Dès la troisième journée, on décante puis filtre le liquide grâce à un procédé original. Des filtres sont confectionnés à partir de moelle végétale de joncs décortiqués. Longs de vingt-cinq centimètres, ils sont liés ensemble en paquet par une extrémité puis plongés dans le liquide où surnagent les crêpes. Les bouts libres, étalés en nappe, retombent en dehors du vase sous forme de gros vermicelles. Cette moelle agit par capillarité comme un véritable siphon, qui vide en une demi-heure la bassine progressivement inclinée. Le liquide ainsi récupéré est concentré en le chauffant avec de la vapeur d'eau jusqu'à obtention d'un sirop noir et rougeâtre.
Cet extrait est alors battu sous un courant d'air froid avec des spatules ou de manière mécanique afin d'y incorporer de l'oxygène. Tandis que le volume augmente, tels des œufs battus en neige, cette dernière manipulation permet également de donner de l'arôme au produit.
Le chandoo ainsi obtenu n'est théoriquement pas fumé immédiatement. Il doit fermenter pendant au minimum 3 ou 4 mois. En Indochine française, il était conditionné dans des boites de laiton de 40, 20, 10 ou 5 grammes. Plusieurs variétés étaient alors proposées, notamment l'opium de Bénarès et du Yunnan. Les boites étaient serties au chalumeau, trempées dans un vernis de protection, puis entreposées au stock pour la période de fermentation. Comme pour le vin, la fermentation développe les arômes ; l'opium pouvait ainsi être laissé à fermenter plus longuement.
L'opium ainsi traité, le chandoo, est de consistance sirupeuse. Il ne peut être fumé comme du tabac. La méthode de consommation (dite « méthode thébaïque extrême-orientale ») nécessite une minutieuse préparation demandant de longues heures et des équipements spéciaux au fumeur qui souhaite s'y adonner.
Une aiguille en fer, de dimensions semblables à une aiguille à tricoter, est trempée dans le récipient contenant le chandoo. On obtient ainsi une fine gouttelette qu'il faut débarrasser de son humidité en faisant rouler l'aiguille entre ses doigts tout en donnant à la goutte une forme de boulette au-dessus d'une lampe à pétrole. L'opération est répétée jusqu'à obtention, par accumulation, d'une boulette de la taille d'un pois chiche.
La boulette ainsi obtenue est placée sur le fourreau de la pipe en prenant soin de laisser le trou de l'aiguille au centre pour permettre le tirage et le passage de l'air.
L'opium est absorbé en maintenant le fourreau de la pipe au-dessus de la lampe sans être au contact direct de la flamme. Celui-ci ne doit pas se carboniser. La chaleur vaporise l'opium autour de 200 °C, ce sont les vapeurs ainsi obtenues qui sont absorbées par le fumeur.

### Opioïdes
L'opium est utilisé pour créer de nombreux psychotropes de synthèse, les opioïdes.

## Aspects économiques et politiques
La morphine produite pour l'industrie pharmaceutique provient en partie de l'Inde où il existe des cultures licites destinées à cet usage. Les opiacés pharmaceutiques (morphine, codéine, thébaïne) destinés à la consommation française sont cependant principalement produits à partir de pavots cultivés légalement sous licence en France en utilisant directement la paille de pavot sans passer par l'opium.

### Production illicite
Dans l'imaginaire collectif, la production d'opium est attachée au Triangle d'or (Birmanie, Laos, Thaïlande) et au Croissant d'or (Afghanistan, Pakistan, Iran).
La production est en 2006 principalement localisée en Afghanistan. Après une forte baisse en 2001 en raison de l'interdiction de sa culture par les talibans, la production est revenue à la normale.
L'Office des Nations unies contre la drogue et le crime estime que la surface totale de plantations de pavot dans le monde est passée de 223 000 hectares produisant 8 890 tonnes d'opium en 2007 à 181 000 hectares produisant 7 754 tonnes d'opium donnant 657 tonnes d'héroïne en 2009.
L'adultération d'opiacés avec des toxiques comme du plomb, de l'arsenic ou du thallium est source de nouveaux problèmes de santé liés à l'abus d'opioïdes. Le saturnisme étant difficile à détecter sur la base de ses seuls symptômes, « il est recommandé d’adopter et d’appliquer des tests de dépistage à tout patient toxicomane présentant des signes et des symptômes subaigus non spécifiques, tels que des douleurs abdominales, une constipation, une irritabilité et une anémie ».

#### Afghanistan

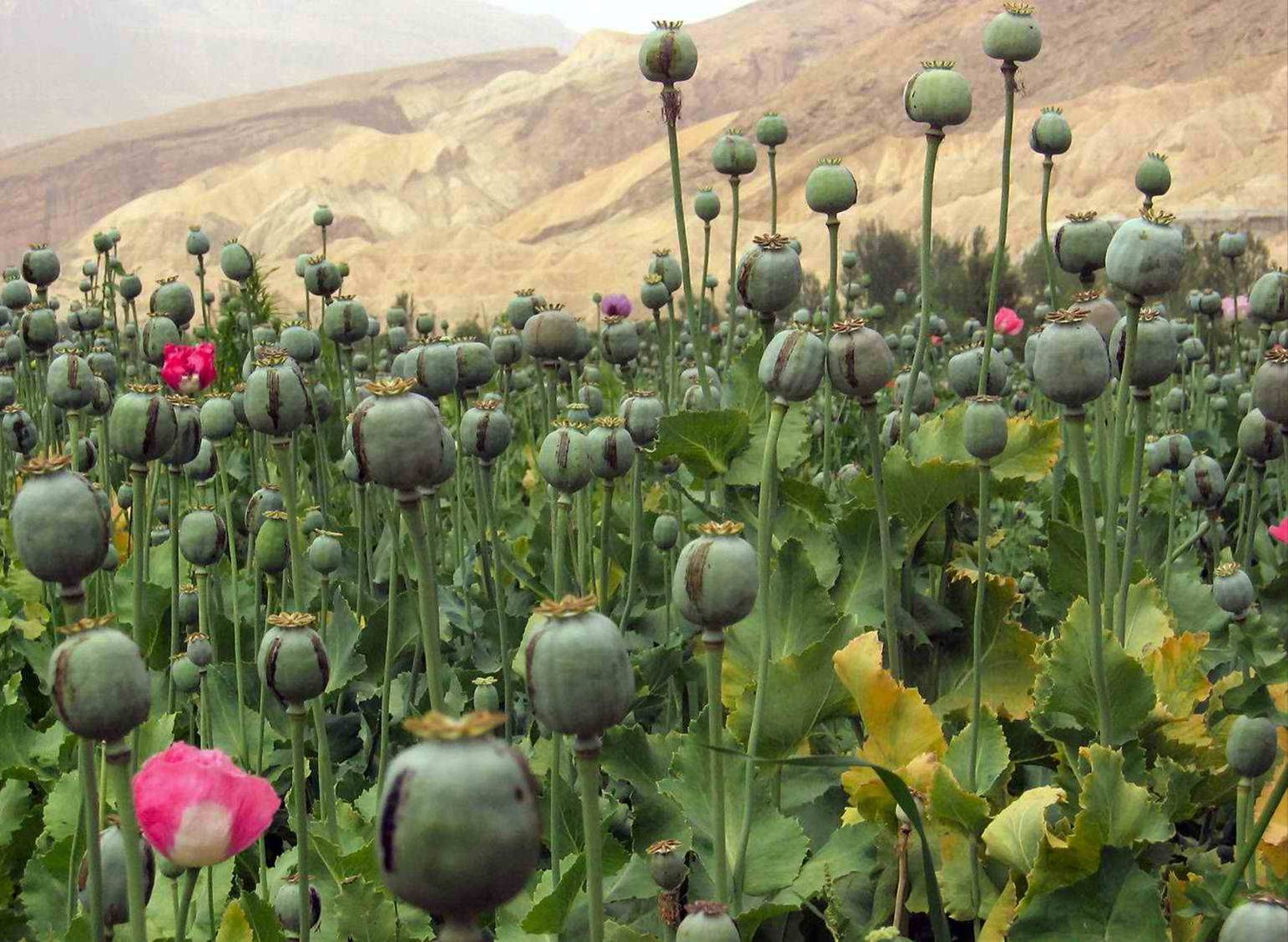
Champ de pavot en Afghanistan.

En 1979, lors de l'invasion soviétique, l'Afghanistan ne produit qu'une centaine de tonnes d'opium mais dix ans de guerre provoquent une explosion de la production liée à deux facteurs : l'absence de contrôle du territoire par le gouvernement central, qui laisse la voie libre aux contrebandiers, et les bombardements, qui réduisent les surfaces cultivées et poussent les paysans vers des cultures plus rapidement rentables.
Quand les Soviétiques quittent le Nord du pays en 1989, les réfugiés reviennent et, dans leur besoin de ressources pour la reconstruction, continuent la lucrative production d'opium. Entre 1992 et 1994, le chaos se développe dans le pays et des affrontements violents ont lieu pour contrôler la production d'opium.
L'apparition en 1994 des talibans en Afghanistan correspond à l'avènement d'une nouvelle période de production d'opium dans le pays. Avec la conquête rapide de 85 % du territoire, ceux-ci s'approprient également environ 96 % des terres à opium du pays. La récolte de 1999 sera doublée par rapport à celle de 1998, le pays produisant subitement 4 600 tonnes d'opium, soit 75 % du total mondial. Ils perçoivent une taxe sur la production d'opium qui diminue nettement en 2001 (200 tonnes) à la suite de l'interdiction de semence promulguée par mollah Omar. Le gouvernement des talibans est ensuite renversé militairement en 2001 par les États-Unis qui placent Hamid Karzai à la tête du pays. Depuis la fin 2002, la production est de nouveau repartie à la hausse.
Selon l'UNODC, en 2006, 92 % de la production mondiale d'opium provient d'Afghanistan et excède de 30 % la consommation. Selon les chiffres de 2004, la production d'opium était réalisée dans 32 provinces du pays et l'économie de l'opium représentait 2,8 milliards de dollars US, équivalant à 60 % du PIB afghan (calculé sur l'économie légale seulement) et contribuant ainsi à un tiers de l'économie afghane.
Selon les experts de l'UNODC, 10,3 % de la population afghane est impliquée dans la culture du pavot.
En 2006, la production a augmenté de 49 % et les surfaces cultivées de 59 % (165 000 hectares de terres, contre 104 000 hectares en 2005) ce qui représente plus de la moitié des terres cultivables en Afghanistan. Le chiffre avancé pour l'année 2007 établit un nouveau pic avec 8 400 tonnes d'opium produites.
En 2009, la production est en baisse avec 6 900 tonnes pour 123 000 hectares.
En 2017, un nouveau record est atteint avec 9 000 tonnes produites.
| Année           | 1995  | 1996  | 1997  | 1998  | 1999  | 2000  | 2001 | 2002  | 2003  | 2004  | 2006  | 2007  | 2008  | 2009  | 2010  | 2011  | 2012  | 2013  | 2014  | 2015  | 2016  | 2017  | 2018  | 2019 | 2020  |
| --------------- | ----- | ----- | ----- | ----- | ----- | ----- | ---- | ----- | ----- | ----- | ----- | ----- | ----- | ----- | ----- | ----- | ----- | ----- | ----- | ----- | ----- | ----- | ----- | ---- | ----- |
| Masse en tonnes | 2 300 | 2 200 | 2 800 | 2 700 | 4 565 | 3 300 | 200  | 3 400 | 3 600 | 4 200 | 6 100 | 8 400 | 7 700 | 6 900 | 3 600 | 5 800 | 3 700 | 5 500 | 6 400 | 3 300 | 4 800 | 9 000 | 6 400 | -    | 6 300 |

#### Birmanie
L'opium est introduit en Birmanie par des minorités ethniques venues de Chine qui en font un usage traditionnel et dont la production reste réduite.
En 1949, les forces nationalistes du Kuomintang (KMT), vaincues par les communistes chinois, se réfugient dans ce qu'il est courant d'appeler le Triangle d'or et contrôlent dès 1954 la frontière avec la Chine et la Thaïlande, obligeant les tribus locales à leur verser un impôt sous forme d'opium.
Au début des années 1960, le KMT installe des raffineries de morphine-base et d'héroïne.
Le gouvernement militaire de Birmanie tente de créer des milices d'autodéfense pour lutter contre le KMT ; ces milices sont un échec et sont dissoutes en 1973 mais les armes distribuées lors de leur formation ne sont pas rendues et servent à installer les « Rois de l'opium » (Chan Shee-fu et Lo Hsing Han).
À la fin des années 1960, c'est le Parti communiste birman qui s'empare du nord-est de la Birmanie grâce aux appuis de la Chine. Ce parti s'appuie de plus en plus sur les revenus de l'opium à mesure que l'aide chinoise décline.
Durant les années 1970 et la première moitié des années 1980, la production d'opium continue de se développer.
Puis à partir de 1986, la situation économique se dégrade rapidement, aboutissant en 1988 à des manifestations populaires sévèrement réprimées. Une nouvelle junte arrive au pouvoir (State Law and Order Restoration Council).
En 1989, le Parti communiste birman subit des remous qui aboutissent à sa dissolution. La junte en place en profite pour négocier avec les groupes qui en sont issus afin qu'ils conservent leurs prérogatives territoriales, leurs armes et la liberté de circulation contre l'argent du trafic d'opium, argent que la junte militaire réinvestit en armement pour se protéger des opposants.
Chan Shee-fu contrôle la frontière avec la Thaïlande à la tête de la Mong Tai Army malgré une guerre — entretenue par la junte militaire — avec une faction rivale. Le 1er janvier 1996, il annonce pourtant sa reddition et démobilise ses troupes vraisemblablement à la suite d'accords secrets avec le pouvoir en place, notamment la cession d'une partie de ses activités de transformation d'héroïne.
En 1997, le State Law and Order Restoration Council devient le State Peace and Development Council, sans changer la nature de son régime ou son implication dans le trafic d'opium, et mène une politique largement favorable aux Wa, une ethnie ayant aidé la junte dans sa lutte contre Chan Shee-fu. Cette politique place Wei Shao Kang à la tête des Wa et leur réserve les meilleures terres via des transferts de populations. Sous l'impulsion de Wei Shao Kang, les Wa diversifient leur activité (méthamphétamine, MDMA) et la production d'opium baisse régulièrement depuis 1996.

#### Laos
La France utilise des agriculteurs de la minorité hmong pour produire de l'opium à destination de la Chine, pendant l'Indochine française. Pendant la guerre d'Indochine, l'opération X de trafic d'opium sert à financer les forces spéciales françaises. À la fin de celle-ci avec la victoire du gouvernement indépendantiste et communiste du Pathet Lao, les États-Unis poussent une partie des Hmongs à la rébellion contre le nouveau gouvernement et à la production d'opium en échange d'armes. Ils sont abandonnés à leur sort à la fin de la guerre du Vietnam. Une partie de cette guérilla part se réfugier dans des pays européens, aux États-Unis ou en Guyane.

## Législation
Depuis le début du XXe siècle, de nombreux règlements nationaux et internationaux encadrent la production et la distribution de substances narcotiques. L'utilisation pharmaceutique de l'opium et de ses dérivés est strictement contrôlée et tout autre emploi est le plus souvent interdit depuis la Convention unique sur les stupéfiants de 1961 qui a remplacé la Convention internationale de l'opium de 1912.

## Consommation
Dans les années 1900, près de 25 millions de personnes étaient des consommateurs d'opium, soit près d'1,5 % de la population mondiale. Dans les années 2000, environ 25 millions de personnes consomment des drogues dans le monde, soit moins de 0,5 % de la population mondiale. Le nombre de personnes qui utilisent des drogues illicites au moins une fois par an est estimé à 5 % de la population mondiale.
Selon le rapport des Nations unies sur la drogue dans le monde en 2005, l'Iran détient la plus grande proportion de drogués à l'opium avec 2,8 % de la population au-dessus de 15 ans. Seuls deux autres pays, l'île Maurice et le Kirghizistan, dépassent le taux de 2 %.

## Aspects culturels

### «Drogue des poètes»
De nombreux écrivains occidentaux, surtout des poètes, ont été opiomanes sous une forme ou une autre, à commencer par les Britanniques John Keats, Samuel Taylor Coleridge et Alfred Tennyson. Percy Bysshe Shelley, autre poète romantique, époux de la romancière Mary Shelley, était, lui, un grand consommateur de laudanum, tout comme Thomas de Quincey, auteur en 1822 des Confessions d'un mangeur d'opium anglais. On peut encore citer Walter Scott, Charles Dickens ou l'Américain Edgar Allan Poe, autre buveur de laudanum, qui parle notamment de l'opium dans sa nouvelle Ligeia. Pablo Neruda évoque l'opium dans ses poésies et dans sa biographie J'avoue que j'ai vécu. Il l'a essayé lors de ses voyages en Asie, par curiosité avant de s'en détourner rapidement car il estimait qu'elle amenait de la fatigue.

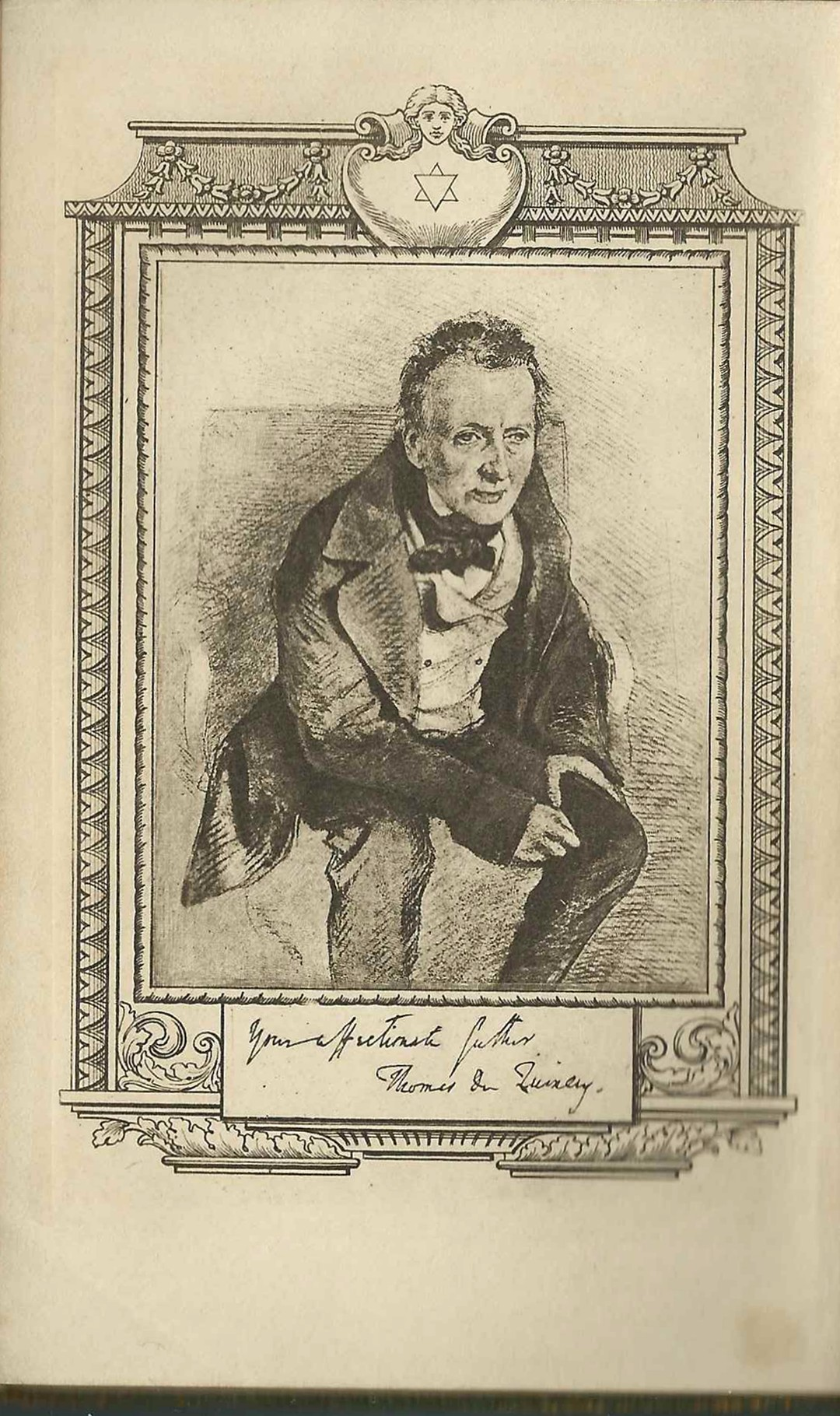
Thomas de Quincey.

Chez les auteurs de langue française, Charles Baudelaire, dans Les Paradis artificiels, évoque longuement l'opium et ses effets, de même que le poète et journaliste Jules Boissière, installé en Indochine, qui voit en lui une clé pour « comprendre l'Orient » et meurt en 1897, à trente-quatre ans, d'une occlusion intestinale sans doute liée à sa toxicomanie[réf. nécessaire]. Au XXe siècle, on peut encore citer Jean Cocteau (qui rendra compte de son expérience dans Opium : Journal d'une désintoxication), Victor Segalen et Henry de Monfreid. En pleine vague hippie, Charles Duchaussois parle aussi longuement de l'opium dans un roman autobiographique Flash ou le Grand Voyage.

### Autres aspects culturels

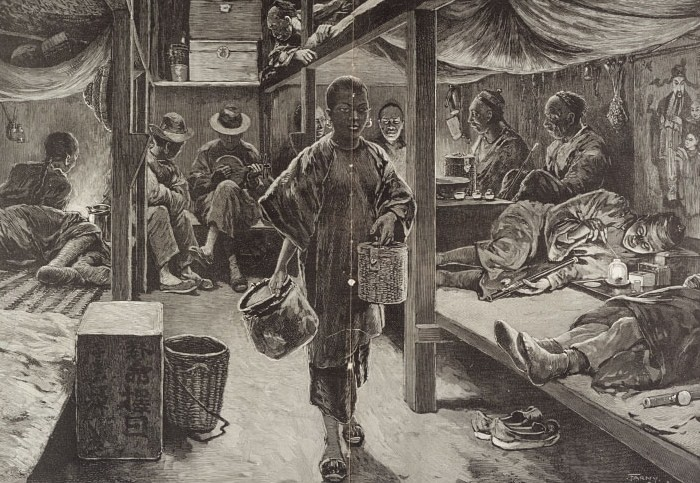
Fumerie d'opium clandestine à San Francisco (Henry Farny).

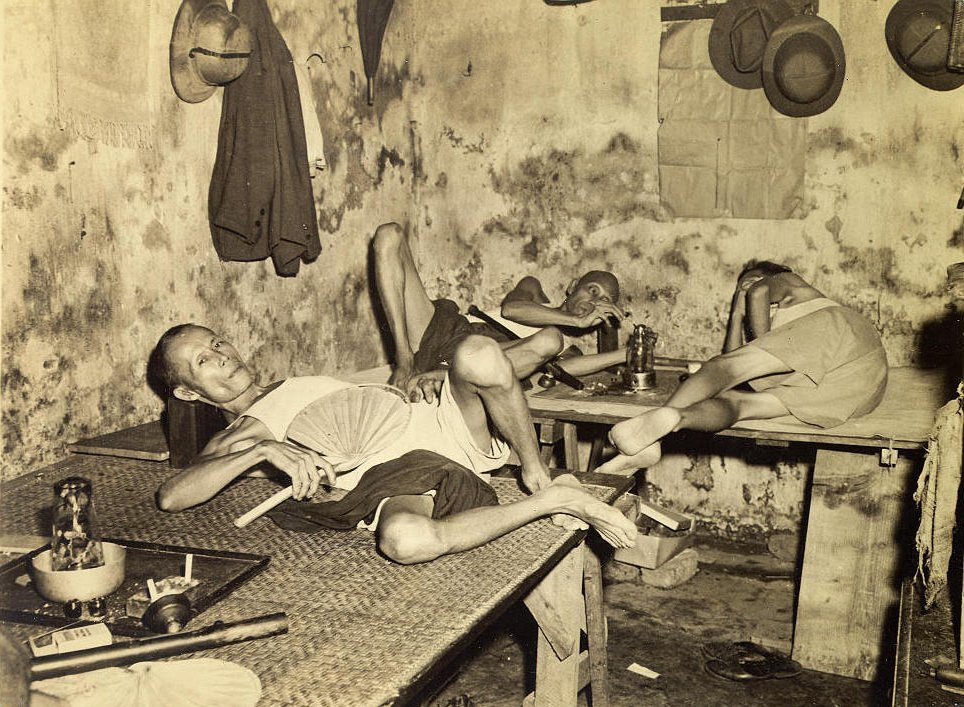
Calcutta, 1945.

- Le népenthès de l'Odyssée, dit « drogue de l'oubli », contenait sans doute de l'opium[1];
- Dans son livre Critique de La Philosophie du droit de Hegel, publié en 1844, le philosophe Karl Marx compare la religion à un opium du peuple ;
- Agatha Christie décrit une tentative d'empoisonnement à l'opium dans son roman Les Quatre (1927)[23];
- La consommation et le trafic d'opium sont un thème récurrent des Aventures de Tintin, qui revient dans Les Cigares du pharaon, Le Lotus bleu (nom d'une fumerie d'opium à Shanghai) et Le Crabe aux pinces d'or, tous étant des albums parus entre 1932 et 1940 ;
- Dans le film Il était une fois en Amérique de Sergio Leone, David « Noodles » Aaronson, le héros (interprété par Robert De Niro), se retrouve à plusieurs reprises dans une fumerie d'opium clandestine de New York ;
- Dans le film Le Dernier Empereur, l'impératrice est opiomane ;
- Dans l'œuvre de Dumas Le Comte de Monte-Cristo, le héros consomme régulièrement de l'opium pour ses effets sédatifs.

### Sources primaires
- Thomas de Quincey, Confessions d'un mangeur d'opium anglais, 1822.
- Charles Baudelaire, Les Paradis artificiels, 1860.